# Josef Bohumil Souček
Josef Bohumil Souček (12. května 1902 Praha – 9. září 1972 Praha) byl český teolog, biblista-novozákoník, duchovní Českobratrské církve evangelické, profesor Husovy československé evangelické fakulty bohoslovecké (HČEFB), po roce 1950 profesor a děkan Komenského evangelické bohoslovecké fakulty (KEBF) v Praze a iniciátor ekumenického překladu Bible.

## Život
Po maturitě na pražském Akademickém gymnáziu (1921) studoval teologii a historii na UK v Praze, v letech 1923–1925 také v Basileji, v Paříži a v Aberdeenu. Poté byl vikářem v Hořicích (1926–1927), následně vikářem a farářem v Krabčicích (1928–1930), v letech 1930–1945 zastával funkci tajemníka Synodní rady ČCE.
Na základě úspěšné obhajoby disertační práce Theologické výklady Kralické šestidílky získal doktorát teologie (22. 10. 1930) a v roce 1933 habilitoval na HČEFB v oboru novozákonní věda. Roku 1945 byl jmenován profesorem, na KEBF ve třech funkčních obdobích (1960–1966) byl jejím proděkanem, v letech 1966–1970 děkanem. Roku 1961 inicioval práci na českém ekumenickém překladu Bible (ČEP) a až do své smrti vedl její novozákonní skupinu.
Mezi jeho žáky patří prof. M. Balabán, prof. L. Hejdánek, prof. J. Heller, prof. Petr Pokorný, prof. M. Prudký, Jan Šimsa a další. Roku 1960 získal Souček čestný doktorát univerzity v Aberdeenu, 1969 v Basileji a v roce 2000 byl vyznamenán Medailí za zásluhy I. stupně in memoriam.

## Dílo
Souček byl v mládí ovlivněn švýcarským teologem K. Barthem, R. Bultmannem, svým starším kolegou J. L. Hromádkou i celoživotním přátelstvím s J. Patočkou. Jeho velmi rozsáhlé dílo (přes 30 knih a brožur, přes 300 článků) svědčí jak o jeho vědecké svědomitosti a originalitě, tak také o starosti a péči o život jeho církve. Odtud vycházel i jeho upřímný zájem o ekumenismus a spolupráci křesťanských církví. Souček pečlivě sledoval vývoj teologického myšlení, zejména v německé a anglické oblasti, v mezinárodních diskusích a polemikách si však získával respekt svou střízlivostí. Sledoval i veřejné dění a před válkou se v něm angažoval, na rozdíl od svého přítele a kolegy J. L. Hromádky si však s politikou nikdy nezadal. Byl to mimořádně vzdělaný a přitom skromný a laskavý člověk.
Velká část jeho díla je věnována praktickému životu věřících a církve. Vydal řadu výkladů k Novému zákonu, vynikající řecko-český slovník, podílel se na konkordanci, výkladovém Biblickém slovníku a měl lví podíl na vzniku nového překladu Bible. Ale i jeho odborné publikace jsou psány s ohledem na vzdělané i laické čtenáře, jsou prosté a srozumitelné.

## Hlavní publikace
- Theologie výkladů kralické šestidílky. 1933. Dostupné online
- Bláznovství kříže. Praha 1932 a Heršpice 1996
- Epištola Pavlova Filipským. Praha 1937
- První epištola Pavlova Korintským. Praha 1940
- Epištola Pavlova Kolosenským. Praha 1947
- Spravedlnost Boží. Výklad epištoly k Římanům. Praha 1948 a 1997
- Víra a svět. Lidské vztahy ve světle evangelia. Praha 1948
- Utrpení Páně podle evangelií. Praha 1951 a 1983
- Biblická konkordance I./II. (spolu s M. Bičem). Praha 1954 a 1963
- Řecko-český slovník k Novému zákonu. Praha 1961, 1973 a 1987
- Dělná víra a živá naděje. Výklad ep. Jakubovy a 1. Petrovy. Praha 1968
- Teologie apoštola Pavla. [s.l.]: Kalich, 1982.
- Teologické a exegetické studie. Dodatek: Bibliografie prací J. B. Součka. Praha 2002